# Disklavier

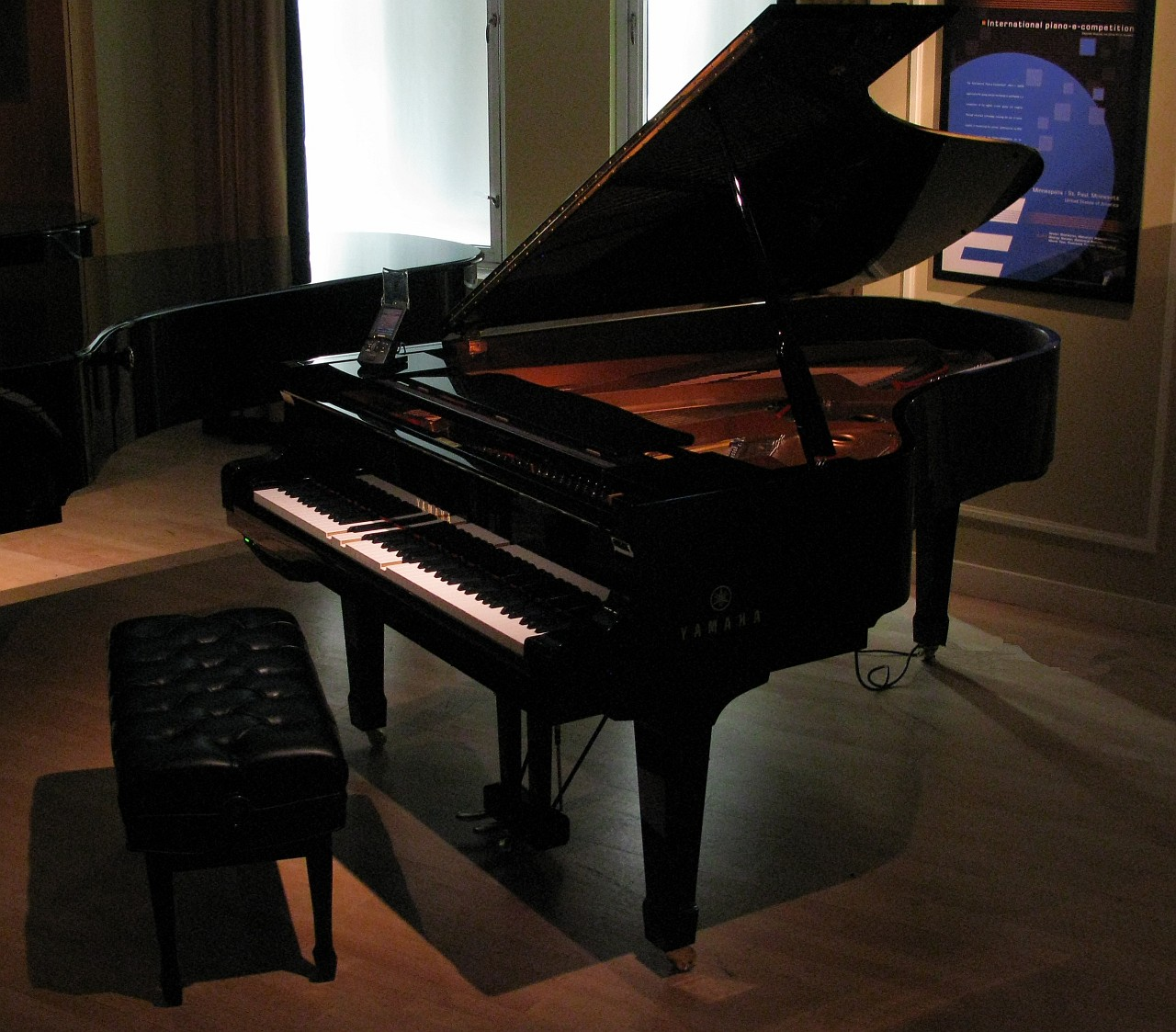
Un Disklavier Grand Piano Yamaha en action.

Disklavier est une marque de produits liés au piano, fabriquée par Yamaha Corporation. Le premier Disklavier est sorti pour la première fois aux États-Unis en 1987.

## Description
Le disklavier est un piano utilisant la technologie solénoïde (dispositif constitué d'un fil électrique enroulé hélicoïdalement de façon à former une bobine parcourue par un courant produisant un champ magnétique) d'une part et des capteurs électroniques d'autre part, lui permettant de jouer des notes et d'utiliser les pédales de l'instrument indépendamment de tout opérateur humain. Il peut stocker des données telles un morceau joué par un pianiste pour ensuite pouvoir le rejouer à l'identique. Les pianos Disklavier ont également des entrées MIDI, des périphériques de stockage comme des floppy, des disquettes ou des CD-ROM ainsi que des ports USB.

## Œuvres dédiées
À la fin des années 80, le chercheur et compositeur Jean-Claude Risset, du Laboratoire de mécanique et d’acoustique de Marseille, s'intéresse au Disklavier pour ses recherches et compositions. Il compose Duet For One Pianist en 1989, un ensemble de pièces pour piano, où les notes jouées par le pianistes sont traités par un algorithme avant d'être renvoyés vers le Disklavier en temps réel. Avec son équipe, notamment le docteur et pianiste Simon Bolzinger, il développe DKompose, une librairie pour la composition interactive avec DiskKlavier dans l’environnement Max/MSP. La librairie inclut des opérations élémentaires utilisés dans les pièces de Risset comme la symétrie par rapport à une note du clavier, le delay de notes, ou l'arpégiation.

Dans son album Music For Choking Disklavier paru en 2015, le musicien et compositeur Hans Tammen s'intéresse aux qualités sonores propres du Disklavier, à savoir les bruits de la mécanique. Pour cela, il utilise des notes dont la dynamique est si faible que le marteau du piano ne frappe pas la corde, ne laissant percevoir que les bruits de la mécanique du piano et des moteurs. Il enregistre volontairement son album en plaçant des microphones au niveau des marteaux, actionnés par les moteurs. Il raconte que le titre de l'album "Choking Disklavier" vient du fait que le processeur de signaux MIDI pouvait s'arrêter pendant quelques secondes en raison de la surcharge de données entrantes.
Le compositeur texan Kyle Gann compose plusieurs pièces pour Disklavier. Cela lui permet d'une part de composer des rythmes injouables pour un pianiste, mais aussi de composer de la musique microtonale au piano, comme dans Hyperchromatica, paru en 2018, où il utilise trois Disklaviers accordés sur des intervalles plus petits que le demi-ton. Cela lui permet de composer sur 243 notes de piano au lieu de 88, en contrôlant les trois pianos par protocole MIDI.
En 2018, le pianiste Dan Tepfer publie Natural Machines, un « album vidéo » diffusé sur YouTube.  Dan Tepfer traîte les données MIDI en temps réel pendant qu'il joue sur le Disklavier, créant ainsi un duo entre le pianiste et la machine. À la manière de Risset, ce qu'il joue peut par exemple être répété comme dans un jeu de miroir, l'aigu devenant grave et inversement, suivant différentes combinaisons rythmiques. Ses performances s'accompagnent de programmes de visualisations abstraites, évoquant les principes algorithmiques utilisés dans ses performances.